# Françoise Gaill
Françoise Gaill, née le 11 janvier 1948 à Paris, est une biologiste et océanographe française, spécialiste des écosystèmes marins profonds et de l'adaptation aux milieux extrêmes, directrice de recherche émérite au Centre national de la recherche scientifique.

## Biographie
Après un baccalauréat en philosophie, Françoise Gaill poursuit ses études à l'université Pierre-et-Marie-Curie (Paris) en biologie. Dès 1968, et pendant plus de 10 ans, elle participe aux premières expéditions océanographiques françaises en Atlantique Nord. Entrée au CNRS en 1973, elle se spécialise sur la faune benthique et particulièrement les invertébrés marins, jusqu'à sa thèse, en 1981, sur les tuniciers.
En 1977, la découverte des sources hydrothermales et des espèces associées, au niveau de la dorsale des Galápagos dans l’océan Pacifique, fait l’effet d’une bombe pour Françoise Gaill, comme pour tous les biologistes : ils découvrent une oasis de vie, d'environ 20 mètres de diamètre, avec des crabes, des moules et des vers géants. Ils ont la preuve que la vie est possible à cette profondeur, sans la lumière du soleil, dans une eau très chaude et acide. Cette découverte bouleverse toutes leurs certitudes : le fond de l'océan est considéré, jusqu'alors, comme un vaste désert. Grâce au sous-marin Alvin, les chercheurs recueillent des spécimens et remontent des échantillons d’eau de mer prélevés autour des cheminées hydrothermales. Le taux d’hydrogène sulfuré est assez important pour empoisonner la plupart des créatures terrestres. Mais manifestement « Clambake I » (nom donné au site en hommage à l'expédition de 1976) regorge de vie ! « Quand on a vu ces Riftia rouges dans des tubes blancs, quand on a vu ces animaux hirsutes sortir de la paroi des fumeurs sous une pluie de sulfures métalliques [...] on a compris qu'on n'avait jamais vu ça, que c’était nouveau, que c’était un monde peuplé de bêtes extravagantes ou gigantesques. Mais comment prospérer dans cette obscurité ? On a cherché et on a trouvé un processus alternatif à la photosynthèse : la chimiosynthèse. » 
Cette expédition constitue la première preuve d'hydrothermalisme océanique et pose de nombreuses questions. La première étant : comment la vie peut-elle se développer à des milliers de mètres sous la surface de l'eau, dans le noir le plus complet et à des pressions et des températures aussi extrêmes ? La scientifique s'engouffre dans cette nouvelle voie de recherche et dira « Je pense que c'est important de savoir comment le vivant a fait pour coloniser ces environnements. Quelles sont les solutions qu'il a trouvé pour pouvoir s’y adapter et comment nous, nous pouvons tirer des enseignements pour l’avenir de la planète. »
À partir de 1982, se spécialisant en cytologie, elle participe, durant 10 ans, aux missions d'exploration des écosystèmes des sources hydrothermales du Pacifique et tente de défendre les notions nouvelles d'écologie et de biodiversité. Elle comptabilise ainsi une trentaine de campagnes océanographiques françaises et internationales, plongeant dans tous les océans du monde, à bord de sous-marins d’exploration tels que Cyana, Alvin, Nautile... ou utilisant des robots comme Victor 6000.
Entre 1988 et 2008, elle prend la direction de l’AMEX (Adaptation aux Milieux Extrêmes) et met au point, avec son équipe, différents instruments restituant les conditions de température et de pression élevées qui règnent en profondeur. « Pour mieux les étudier, il fallait pouvoir remonter les animaux vivants jusqu’à la surface », explique la biologiste. Méthodes d'imagerie, de prélèvement sous pression et tout un équipement ad hoc seront développés. Les biologistes peuvent ainsi étudier les espèces dans leur état physiologique normal et comprendre la manière dont ils vivent dans des conditions hostiles (température extrême, fortes concentrations en sulfure et en métaux, pas de lumière), avec une perspective de découvertes utiles pour l'Homme (nouvelles molécules pharmacologiques par exemple). L'AMEX, met ainsi en œuvre des aquariums pressurisés comme Ipocamp (Incubateur Pressurisé pour l'Observation et la Culture d'Animaux Marins Profonds) qui recrée la pression qui règne à 3 000 mètres de profondeur et maintient en vie des espèces hydrothermales.
En 2002, Françoise Gaill est chef de projet de la campagne PHARE (Peuplements hydrothermaux, leurs associations et relations avec l'environnement) qui se déroule dans le Pacifique au large des côtes mexicaines à bord de l’Atalante, navire océanographique de l'Ifremer. L'objectif est comprendre la distribution des organismes ainsi que les interactions faune-habitat dans un des endroits les plus chauds et les plus acides de notre planète. La campagne met notamment en évidence l'un des mécanismes moléculaires permettant aux organismes de s’adapter aux fluides hydrothermaux.
Alors directrice de recherche au CNRS, elle prend la direction, de 2008 à 2013, du département « environnement et développement durable » du CNRS, devenu l'INEE en 2010.
Après son départ du CNRS, en 2013, elle entre au comité scientifique de la fondation Tara Océan, devient vice-présidente de la Plateforme Océan Climat, chargée de la Science, co-préside le Comité spécialisé pour la recherche marine, maritime et littorale du Conseil national de la mer et des littoraux.
À partir de 2017, elle a été Membre du Comité d’Orientation Scientifique des Explorations de Monaco.
Le constat que nous connaissons moins l'Océan que la surface de la lune demeure un fil directeur de sa carrière de chercheuse car « Petites et grosses bêtes des sources infernales pourraient nous donner des idées pour l'industrie ou la dépollution : des bactéries qui se plaisent par 100°C ou le ver de Pompéi qui dispose d'un système de détoxication pour supporter les hautes teneurs en métaux lourds de son environnement (une vraie « poubelle ») recèlent probablement des molécules qui pourraient trouver un usage terrestre. »

## De l'océan profond au climat
Après avoir rejoint le département environnement et développement durable du CNRS en tant que directrice adjointe puis directrice, Françoise Gaill est chargée de mettre en place l’Institut Écologie et Environnement (INEE). Elle en est la Directrice de 2009 à 2013, puis conseillère scientifique depuis 2015. L’INEE développe le concept d’écologie globale, avec pour objectif de comprendre et de relier entre eux les processus écologiques aux multiples impacts du changement global, qu’ils soient liés au changement climatique ou aux activités humaines. Impliquée dans de nombreux comités consacrés à la biodiversité ou à la recherche océanique (Fondation Tara...), elle milite pour que l’Océan soit inclus dans les sommets internationaux majeurs dans le domaine de la protection de l’environnement et du climat. Elle est ainsi membre fondatrice de la Plateforme internationale Océan et Climat dont le lancement est annoncé par l’UNESCO, le 8 juin 2014, à l’occasion de la Journée Mondiale de l’Océan. Cette plateforme réunit les acteurs de la société civile et de la recherche avec un objectif : placer l’Océan au cœur des discussions internationales relatives au climat.
"C’est à peine croyable, et pourtant… l’Océan, qui couvre 70 % de la surface du globe, qui absorbe 25 % du dioxyde de carbone émis chaque année par l’Homme dans l’atmosphère, et 90 % du surplus de chaleur dû à l’effet de serre, n’est même pas au programme des discussions de la [...] COP 21 qui débutera à Paris, le 30 novembre 2015.” Elle est ainsi membre fondatrice de la Plateforme internationale Océan et Climat dont le lancement est annoncé par l’UNESCO, le 8 juin 2014, à l’occasion de la Journée Mondiale de l’Océan. Cette plateforme réunit les acteurs de la société civile et de la recherche avec un objectif : placer l’Océan au cœur des discussions internationales relatives au climat. "Les décideurs doivent ouvrir enfin les yeux sur le rôle primordial des eaux océaniques dans la régulation climatique et sur l’impact du réchauffement de l’atmosphère. L’occasion de dire haut et fort ce que l’on sait déjà avec certitude, mais également de pointer ce que l’on ignore encore, et ce qui reste à faire. Car l’Océan aussi est en train de changer.”
En 2015, l’Agenda 2030 pour le développement durable a été adopté par les Nations unies. L’Objectif de développement durable 14 (ODD) porte sur la protection et le développement durable de l’océan, des mers et des ressources marines pour prévenir la pollution de l’océan, protéger l’écosystème océanique, mettre fin à la surpêche et à lutter contre les effets de l’acidification. L’Océan est aujourd’hui au cœur de l’agenda politique international.
Le 25 septembre 2019, à Monaco, le Groupe d’experts intergouvernemental sur l’évolution du climat (GIEC) publie un Rapport Spécial sur l’Océan et la Cryosphère dans le contexte du changement climatique. L’Océan est enfin identifié comme un enjeu majeur du changement climatique : une grande victoire pour la Plateforme Océan et Climat ! Selon le rapport du GIEC, le réchauffement et l’acidification de l’Océan perturbent déjà les espèces à tous les niveaux du réseau alimentaire océanique : du phytoplancton aux mammifères marins."Parler de changement climatique sans l’Océan, c’est oublier le cœur-même de la machine climatique.”
"Un Océan en bonne santé, c’est un climat préservé… car, oui, l’Océan fait partie des solutions que nous proposons pour dessiner nos lendemains climatiques. Oui, le climat dépend aussi de l’Océan. [...] Embarquons donc les politiques en mer [...] pour les convaincre que l’Océan est notre avenir et que la vie est bleue ! ” Or La diminution de l’oxygène et les variations de l’approvisionnement en nutriments ont déjà des répercussions sur la répartition et l’abondance de la faune et de la flore marines dans les zones côtières, en haute mer et dans les profondeurs océaniques. La santé nutritionnelle et la sécurité alimentaire des communautés qui dépendent fortement des produits de la mer peuvent s’en trouver menacées.
Selon le rapport du GIEC de 2019, alors que le niveau de la mer a augmenté d’environ 15 cm à l’échelle mondiale au cours du XXe siècle, cette hausse est actuellement plus de 2 fois plus rapide – 3,6 mm par an – et continue de s’accélérer. Le niveau de la mer continuera d’augmenter pendant des siècles. Cette hausse pourrait atteindre 30 à 60 cm environ d’ici 2100 et ce, même si les émissions de gaz à effet de serre sont fortement réduites et si le réchauffement planétaire est limité à une valeur bien en dessous de 2 °C, mais environ 60 à 110 cm si ces émissions continuent d’augmenter fortement.

## L'IPOS
Françoise Gaill, est à l’initiative de l’IPOS, (panel international pour la durabilité de l’océan) une interface transdisciplinaire visant à renforcer la circulation des connaissances entre la science, la société et les politiques afin d’entraîner un véritable changement durable et transformateur pour le futur de l’océan. L’IPOS aura pour but de fédérer de nombreux acteurs concernés par la durabilité des océans issus de multiples domaines et actions. Il est copiloté avec Tanya Brodie Rudolph, juriste spécialisée dans le droit de l’environnement et de la gouvernance de l’océan (Afrique du Sud), autour des notions clés d’océan comme bien commun de l’humanité, de durabilité et de transdisciplinarité. Le projet IPOS est le fruit de nombreux ateliers et discussions regroupant experts, scientifiques, société civile et autres parties prenantes au cours de ces dernières années.
Le 7 novembre 2023, la Fondation de la Mer a récompensé les "Engagés pour l'Océan". Ce programme consacré à l’innovation maritime a pour objectif de mettre en lumière des acteurs remarquables portant les meilleurs projets en faveur de la protection des océans. Françoise Gaill, dans la catégorie « Chercheur et Scientifique » est notamment récompensée pour la création de l’IPOS.
Les prochains mois s’annoncent particulièrement riches et décisifs pour l’IPOS, en amont de son lancement officiel espéré lors de la prochaine Conférence des Nations unies sur les océans, organisée à Nice en 2025. Il s’agira notamment d’identifier et de fédérer de nouvelles parties prenantes avec qui construire des partenariats privilégiés. Par ailleurs, les questions du positionnement de l’IPOS au sein de la gouvernance mondiale de l’océan et de ses relations avec les organes onusiens représenteront une priorité dans l’agenda IPOS pour les mois à venir. [extraits de la Chronique littorale du 13 novembre 2023]

## Engagement
En novembre 2023, elle participe à l'émission Les Super-pouvoirs de l'océan — diffusée en prime-time sur France 2 — qui permet de collecter 1,2 million d'euros au profit de la préservation des océans.

## Publications
La bibliographie scientifique de Françoise Gaill comprend plus de 250 références scientifiques, de 1973 à 2022, essentiellement basées sur les Ascidies, objet de sa thèse, publiée en 1981, jusqu'aux sujets plus large, sur l'environnement, l'écologie marine et la biodiversité océanique, depuis 2007.

## Distinctions
- Grande officière de la Légion d'honneur en 2022[18] (Commandeure en 2017) ;
- Commandeure de l'ordre national du Mérite en 2014[19].
- Médaille d'honneur de l'engagement ultramarin, échelon bronze (2024)[20].